# Torgny Dufwa
Torgny Wilhelm Dufwa, född 12 april 1876 i Hedvig Eleonora församling i Stockholm, död 24 februari 1960 i Överjärna församling i Södermanland, var en svensk bildkonstnär och intendent vid Kulturhistoriska föreningens friluftsmuseum i Södertälje. Han var far till Arne Dufwa.
Han var son till häradshövdingen Wilhelm Dufwa och Betty Hultgren och från 1905 gift med Ester Charlotta Natalia Fahlström. Dufwa beslöt sig tidigt att bli konstnär och studerade först på Konstakademiens elevskola i Stockholm 1895–1899. Han gjorde en konst- och studieresa genom Europa på cykel 1899–1901 då han besökte Nederländerna, Belgien, Frankrike och Tyskland samt ett besök i Tunisien. Under resan passade han på att studera etsning för Per Daniel Holm i München. Han medverkade årligen i grupputställningar med de De Frie 1902–1914 samt den Baltiska utställningen i Malmö 1914. Han var representerad vid utställningar i Buenos Aires 1911, Rom 1912 och San Francisco 1915. Han byggde ett hus vid sjön Yngern som fick namnet Tallåsen. Dufwa skildrade ofta talangfullt det sörmländska landskapet och naturen, och har därför kallats Sörmlandsmålaren. Han har också gjort en serie träsnitt med stadsmotiv från Södertälje under 1910-talet. Hans konst består av stadsbilder och sörmländska skogslandskap ofta i vinterskrud. Vid sidan av sitt eget skapande var han verksam som illustratör och amatörfotograf. Dufwa är representerad vid Nationalmuseum, Sörmlands museum, Eskilstuna konstmuseum och Buenos Aires museum.